# ビスケット

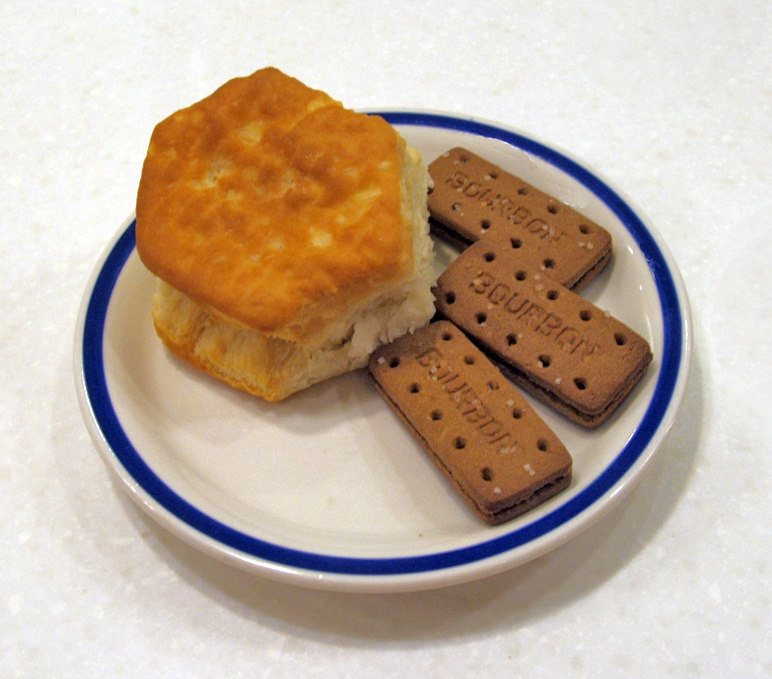
左がアメリカ式ビスケット、右がイギリス式ビスケット

ビスケット（英: biscuit）は、小麦粉を主材料とした生地を小さく切りとって焼いたものであり、無発酵の速成パンの一種である。
起源は古代にあり、元は保存食であり、保存性を高めるために何度か焼いたものであった。

## 概説
典型的には、小麦粉に牛乳、ショートニング、バター、砂糖、ベーキングパウダーなどを混ぜて、サクサクした食感に焼いたものであり、こちらは菓子として食され、チョコレート、ナッツ、果実加工品などが加えられる場合もある。ただし、ビスケットにはクラッカーすなわち生地に砂糖を加えず塩味だけ加え他にほとんど何も加えずパリパリとした食感になるように焼き、軽食として食されるものもある。
語源、英語圏の名称
英語のビスケットはフランス語のビスキュイ（仏: biscuit）から来ている。フランス語でbisは「2」を意味する接頭語もしくは「2度」を意味する副詞であり、cuitは動詞cuire（「焼く」を意味する）の過去分詞形であるため、全体として「二度焼いた」という意味を表す。さらに遡っての語源はラテン語の「二度焼いたパン」パーニス・ビスコクトゥス（panis biscoctus）である。これは保存食として作られた堅パンを指し、ビスケットもまた本来は軍隊用・航海用の保存食であった。現代フランスにおいても、ビスキュイの語には焼菓子のそれと堅パンの両義がある。なお、Dr. Johnsonの英語辞典（1755年初版）には「遠洋航海用に（保存性を高めるため）四度焼く」との説明がある。
なお、フランスではビスキュイの一種としてサブレー（仏: sablé）と呼ばれるものも存在する。これはビスキュイ（ビスケット、クッキー）に比べてバターあるいはショートニングの量が多く、よりさっくりした食感のものを指す。
英語圏では日本でいうところのクッキー（英: cookie）と区別は存在せず、英国では両者をビスケットと呼び、米国では両者をクッキーと呼ぶ。米国のビスケットは速成パンの一種で、英国のスコーンに近い（後述）。
クラッカーもビスケットの一種で、全くあるいはほとんど糖分を含まず、軽い食感のものを特にその名で呼ぶ。日常的にはディップやチーズを載せて軽食として、また近年では機内食や、乾パンに替わる軍隊食としても利用されている。
広義にはラスクや乾パンもビスケットに含まれる。
製法
堅いビスケットを焼く前に、小さい穴をたくさん開けて、焼くときにビスケット内部から出る気体がその穴から出るようにする。そうしないと、焼くときにビスケット内部から出る気体が、ビスケットの表面をでこぼこにしてしまう。
ビスケットの世界市場
ビスケットの世界市場の規模は、2024年現在で約1086億ドルである。今後年率5.7%のペースで成長し、2025年には1138億ドルに、2032年には1677億ドル規模になると予測されている。

## 歴史と種類
旅行用
行軍や航海などの長期の旅行の際に、栄養価が高く、保存が効き、携帯性のある堅パンとして加工され利用された。そういった需要から古代エジプトのエジプト人は dhourra と呼ばれるパンを、古代ローマのローマ人は buccellum と呼ばれるビスケットを作った。長期の旅の場合は、通常2度焼くビスケットを4度も焼き水分を飛ばし、水分が入らないよう保存した。食べる際には塩水やコーヒー等に漬けて柔らかくしたり、調理してから食された。
医療用
ビスケットは消化に良いものと考えられ、滋養と病気の予防に良いものと考えられた。医学初期の医者は、そこで更に消化に良くして患者に提供しようと、ダイジェスティブビスケット、アバネシー・ビスケット、バースオリバー などが考えられた。これらのビスケットは、工夫の効果がないとされた後も菓子として販売されている。その一方、つわり、乗り物酔いなどの吐き気に対してジンジャービスケットに一定の効果が確認されている。
菓子
もともとは無糖で、質素な層の人間が食べる食べ物であった。紀元前7世紀になると、ペルシア帝国の料理人は、祖先から卵、バター、クリームを使い軽く、蜂蜜や果物を使い甘くする技術を継承した。10世紀になると中国から伝来したスパイスが入ったブレッドであるパン・デピスが焼かれるようになり、その余剰分を無駄にしないようビスケットが焼かれた。

## ビスケットの種類
- ダイジェスティブビスケット - 消化が良くなるよう重曹が入れられていたビスケット
- マリービスケット（英語版）
- リッチティー（英語版） - 17世紀に上流階級のために作られたビスケット
- アバネシー・ビスケット（英語版） - スコットランド人医師 ジョン・アバーネシーが消化に良いようにと考案したビスケット
- バースオリバー（英語版）  - イングランドのバースに住む医師ウィリアム・オリバーがリウマチ患者のために作ったビスケット
- ビスコッティ - イタリアの庶民的な伝統菓子で、小麦粉や砂糖などの原料にチョコレートやアーモンドなどのナッツ類を入れて焼き上げるビスケット[8][9]。1度めは生地を塊のまま焼き、切ってから2度めを焼くのが特徴。

形状による種類

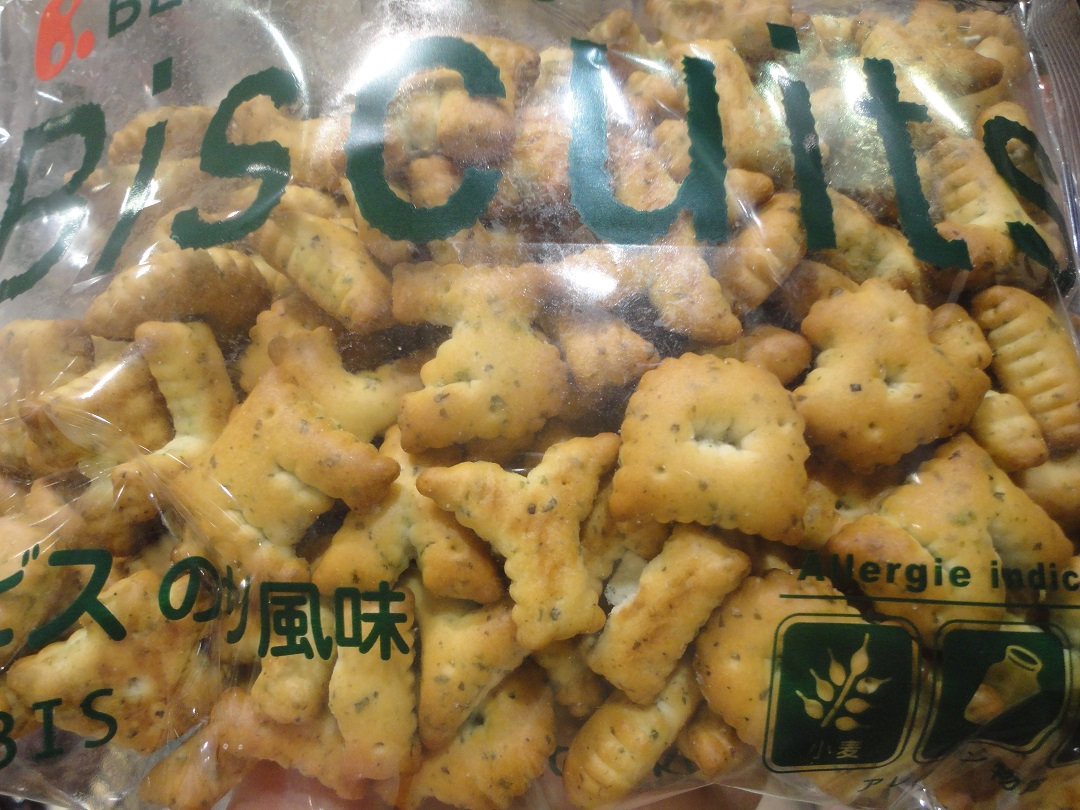
アルファベットを模したビスケット。

ビスケットの中には子供向けに文字や動物の形をしたものも作られている。
- 文字ビスケット -アルファベットなどを模したビスケット。ビスケットを並べて主に英語の単語を学習する時に用いられる。
- 動物ビスケット - 動物の形を模して焼いたビスケット。日本では着色した砂糖でコーティングしたヨーチビスケット(イギリスから輸入された"Kindergarten Biscuit"(幼稚園のビスケット)から命名された)や、動物の象形に英単語を焼き付けた『たべっ子どうぶつ』等が販売されている。

ちなみに『ドラえもん』には、食べるとしばらくの間動物に変身する『動物変身ビスケット』というひみつ道具が登場する。

## 米国のビスケット

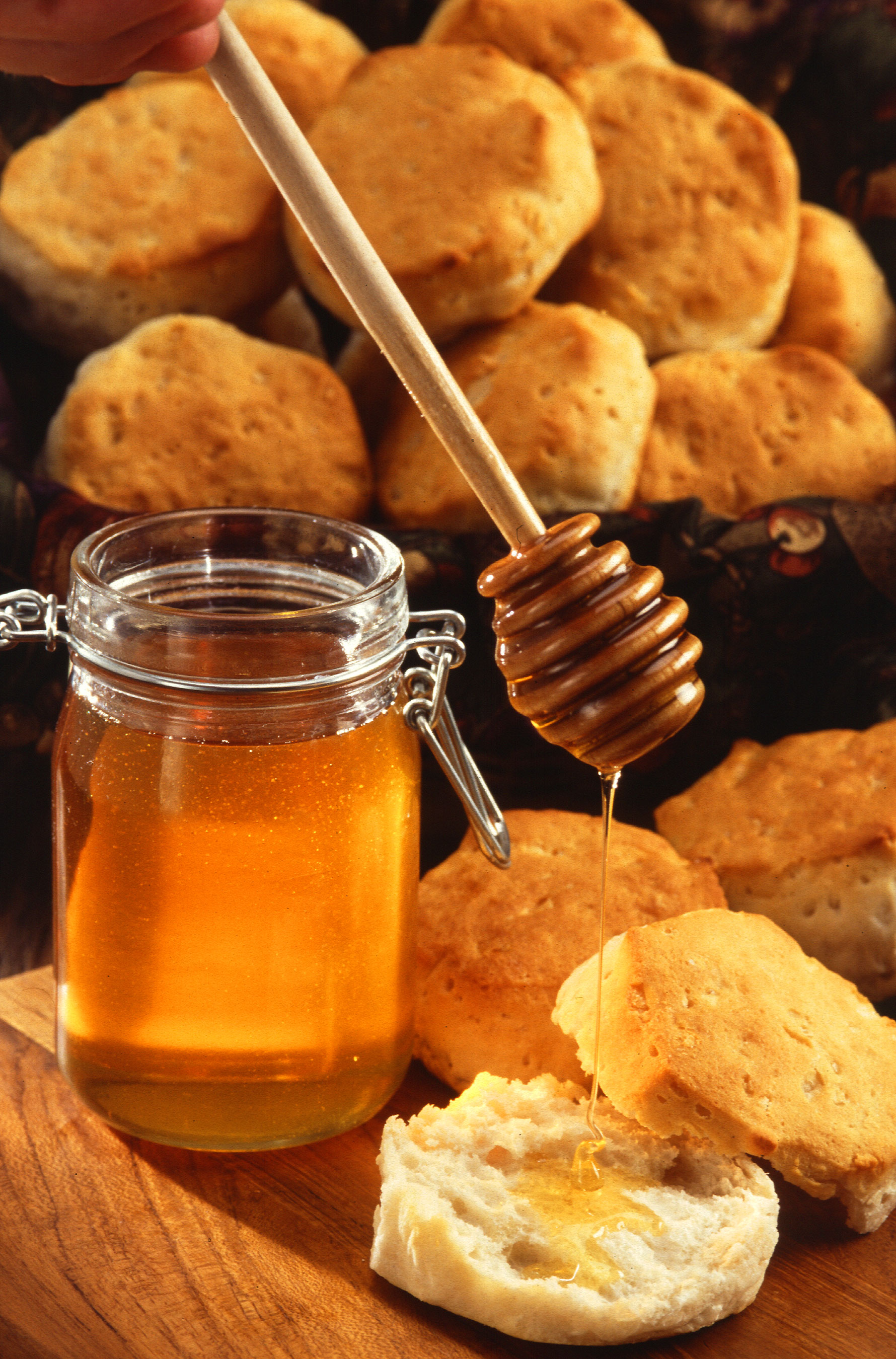
アメリカ式のビスケット

米国で言うビスケットとは、生地にショートニングやラードを加え、重曹とベーキングパウダーで膨らませた、外側はサクサクで内側はふっくらとした食感のある速成パンのこと。イギリスにおけるプレーンスコーンとほぼ同一のものであるが、スコーンはショートニングやラードではなくバターを用いる。
朝食として供されるほか、料理の付け合わせや菓子類に加工されることもある。料理ではグレイビーをかけたり、焼いたハムやソーセージを挟んで食べることもあり、アメリカ南部料理によく使用される。また、ショートケーキの「ショート」はショートブレッドの名にもある、「サクサクしている」「崩れやすい」という意味で、本来はスポンジケーキではなく、このビスケットを土台に用いたものを指す。
日本では、ケンタッキーフライドチキンがこのタイプのビスケットをメープルシロップとセットで、また、在日米軍基地内限定ではあるが、ポパイズ・ルイジアナ・キッチンが蜂蜜とセットで、それぞれ販売している。

## 日本におけるビスケット

### 歴史
日本には、南蛮菓子の「ビスカウト」として平戸に伝えられた。黒船来航の際には日本人にふるまわれ、好評を得ていた。
日本ではじめてビスケットに関する記述が登場するのは、幕末に長崎で開業していた医師である柴田方庵の日記であり、水戸藩からの依頼を受けビスケットの製法をオランダ人から学び、1855年にその製法書を送ったことが書かれている。
1877年の内国勧業博覧会にあわせ、「乾蒸餅」という日本語訳語が生まれた。第二回内国勧業博覧会で最高位の「進歩二等賞」を得た米津風月堂（京橋区南鍋町）の米津常次郎は「舶来の大機械をもって苦心のあげく作り上げたビスケットに乾蒸餅なんて名をつけた役人どもの非常識に呆れ返った。せっかく最高賞を得たが、これじゃ宣伝する気にもなれない」と憤慨したという。
夏目漱石は倫敦消息（ロンドンしょうそく）の中で「向ふの連中は雑誌を読みながら『ビスケット』か何かかぢつて居る」と書いている。
日本陸軍が開発・採用した保存食のひとつである乾パンは当初「重焼麺麭」（じゅうしょうめんぽう）と呼称され、上述のビスケットの語源と同じく、回数を重ねて焼かれたパンを意味した。「重焼」が「重傷」に通じることから、名称が乾麺麭（かんめんぽう、乾燥パンの意）や乾パンに変えられ、素材や形状も段階的に改良された。

### 日本の業界内の自主ルール上の定め
日本では、日本ビスケット協会が1971年に定めた自主ルール「ビスケット類の表示に関する公正競争規約」においては、
（定義）第2条
この規約で「ビスケット」とは、小麦粉、糖類、食用油脂および食塩を原料とし必要により澱粉、乳製品、卵製品、膨張剤、食品添加物の原料を配合し、または、添加したものを混合機、成型機およびビスケットオーブンを使用し製造した食品をいう。
（種類別の名称）第3条
規約第3条第1号アに定めるクッキーとは、次に掲げるものをいう。
（1）「手作り風の外観を有し、糖分、脂肪分の合計が重量百分比で40%以上のもので、嗜好に応じ、卵、乳製品、ナッツ、乾果、蜂蜜などにより製品の特徴づけをおこなって風味よく焼き上げたもの。
と定義した。これは、当時の日本にあって、「クッキー」は「ビスケット」よりも高級品だと思われていたため、安価な「ビスケット」を高級品である「クッキー」というのは、消費者を誤認させる恐れがあるとの判断から、定められたものである。ただ、この規約は日本ビスケット協会による自主ルールであるため、協会に加盟していなければこれに従う必要はない。

### 日本市場と主なビスケットメーカー
日本国内の2022年の小売金額は前年比1.1％増の3980億円だった。2023年はコロナ禍の影響も減り人々の行動も活発化し、ビスケットの市場規模は4000億円の大台に乗せたとみられた。
主なビスケットメーカーは次のとおり。
- 山崎製パン グループ
  - ヤマザキビスケット（東京都新宿区） - 山崎製パン子会社
  - 不二家（東京都文京区） - 山崎製パン子会社
  - 東ハト（東京都豊島区） - 山崎製パン子会社
- ブルボン（新潟県柏崎市）
- 森永製菓（東京都港区）
- 明治（東京都中央区）
- 江崎グリコ（大阪府大阪市西淀川区）
- ロッテ（東京都新宿区）
- ギンビス（東京都中央区）
- 日清シスコ（大阪府堺市堺区 / 東京都台東区）- 日清食品ホールディングス子会社
- イトウ製菓（東京都北区）
- 有楽製菓（東京都小平市 / 愛知県豊橋市）
- フルタ製菓（大阪府大阪市生野区）
- 宝製菓（神奈川県横浜市戸塚区）
- 北陸製菓（石川県金沢市）
- 三立製菓（静岡県浜松市中央区）
- 松永製菓（愛知県小牧市）
- 岩本製菓（愛知県稲沢市）
- 前田製菓（大阪府堺市堺区）
- 三ツ矢製菓(愛知県名古屋市中川区)
- 野村煎豆加工店(高知県高知市)

### 日本における"ビスケットの日"
1980年に社団法人全国ビスケット協会では、2月28日をビスケットの日と定めている。これは、前述の柴田方庵が、ビスケットの製法を藩に提出した日が2月28日だったからとされる。また、前述のようにビスケットの語源がラテン語で「2度焼いた」という意味の「ビス・コクトゥス（bis coctus）」であることから、「に(2)どや(8)かれたもの」の語呂合せの意味も持たせている。

## ビスケットを題材とした作品
- ふしぎなポケット（作詞：まど・みちお、作曲：渡辺茂）